# Schnepfau
Schnepfau é um município da Áustria, situado no distrito de Bregenz, no estado de Vorarlberg. Tem 16,52 km² de área e sua população em 2019 foi estimada em 454 habitantes.